# Поль Шомеді де Мезоннев

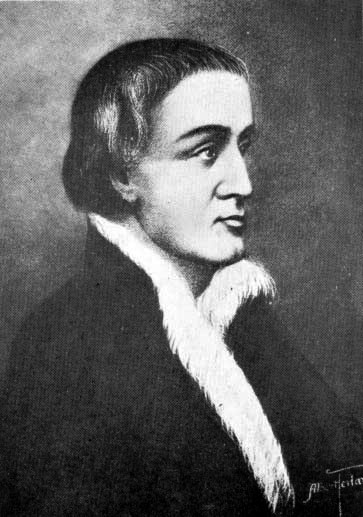
Поль Мезоннев

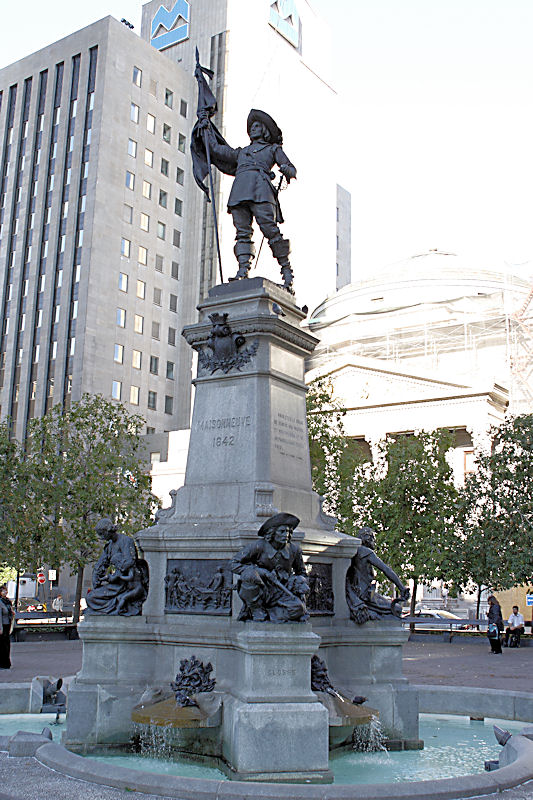
Пам'ятник Полю Мезонневу на Пляс-д'Арм, у Монреалі

Поль Шомеді́, сьє де Мезоннев (фр. Paul Chomedey, sieur de Maisonneuve, *15 лютого 1612, Невіль-сюр-Ванн — †9 вересня 1676, Париж) — французький офіцер, засновник міста Монреаль, професійний солдат, який брав участь в європейських війнах.

## Біографія
У 1641 році за дорученням Товариства Нотр Дам де Монреаль (фр. la Société Notre-Dame de Montréal — Товариства Божої Матері у Монреалі) Мезоннев прибуває до Нової Франції з ціллю заснування нової колонії на острові Монреаль. Нове поселення згодом зватиметься Віль-Марі́ (фр. Ville-Marie).
З 1642 року Мезоннев розбудовує фортифікації та інші споруди у Віль-Марі; у 1643 встановлює хрест на горі Мон-Рояль.
У 1651, коли існування колонії опиняється під загрозою через численні напади ірокезів, Мезоннев захищає колонію. У 1652 році  повертається у Францію, щоб завербувати додаткову сотню поселенців: від успіху задачі залежить існування міста. Він виконує місію — і в 1653 повертається у Віль-Марі з новими поселенцями. 
Керувавши Монреалем протягом 24 років, у 1665 Мезоннев назавжди повернувся до Франції.